# Principe di Kiev
Per principe di Kiev (in slavo ecclesiastico antico кънѧзь кїѣвьскъи, trasl. knęź kyjev'skij; in ucraino князь Київський?, knjaz' Kyjivśkij; in russo князь Киевский?, knjaz' Kijevskij; in bielorusso Князь кіеўскі?, Kniaź kieŭski; in lituano Kijevo kunigaikštis) o, meno propriamente, gran principe di Kiev (in slavo ecclesiastico antico Великий кънѧзь кїѣвьскъи, trasl. Velikij knęź Kyivьskŭj; in ucraino Великий князь київський?, Velikij knjaz' kyïvs'kij; in bielorusso Вялікі князь кіеўскі?, Vialiki kniaź kieŭski; in russo Великие князья Киевские?, Velikie knjazjà Kieevskie), si intende il sovrano che esercitava l'autorità su Kiev e, nei periodi di maggiore coesione, sull'intera Rus'. Figura emersa nella seconda metà del IX secolo, in seguito assunse un significato più simbolico o subordinato, in particolare quando la città perse la sua centralità politica. Originariamente il titolo implicava funzioni di legislatore, comandante militare, giudice supremo, destinatario dei tributi e vertice dell'amministrazione statale.
Sconosciuto almeno nei primi tempi, il termine "principe" è attestato con continuità crescente dalle fonti coeve a cominciare dal X secolo, mentre invece la qualifica di "gran principe" emerse più tardi e con significato variabile, assumendo talora una connotazione celebrativa o ideologica, anziché sostanziale (alcuni studiosi ne hanno osteggiato addirittura l'esistenza). La storiografia ha individuato anche altre varianti come "kagan", "megas archon" e "zar", ma con il tempo esse finirono per scomparire in tempi diversi. Poiché le cronache rus' sono troppo variegate e spesso molto tarde, la storiografia ha compiuto molta fatica nel comprendere quando il titolo finì per assumere una valenza concreta. Si presume che i primi a volerne fare ricorso furono mossi dalla necessità di rimarcare la propria supremazia su altri principi minori della Rus'. Gli impieghi successivi del titolo risposero all'esigenza di affermare una posizione privilegiata nella linea di successione, di sottolineare una superiore capacità militare, oppure ancora si cristallizzarono per mera convenzione. Con il tempo, la designazione di "gran principe" divenne di uso comune anche nelle più importanti città della Rus', tanto che il ruolo di signore di Kiev fu superato in termini di potenza da quello di Vladimir-Suzdal'. Secondo alcuni studiosi, sarebbe stato un sovrano di quella località ad adottare sistematicamente per primo il termine "gran principe", e non viceversa. Il meccanismo venne infine totalmente stravolto quando i tataro-mongoli conquistarono Kiev nel 1240. Da allora, pur non avendo abrogato la carica, essi garantirono il riconoscimento di gran principe in cambio di un atto di sottomissione e la dignità assunse sempre più una valenza formale, fino a divenirlo del tutto sotto il Granducato di Lituania. Fu riconvertito nel titolo di voivoda in occasione della fondazione del voivodato di Kiev nel 1470.

## Fonti storiche e bibliografiche

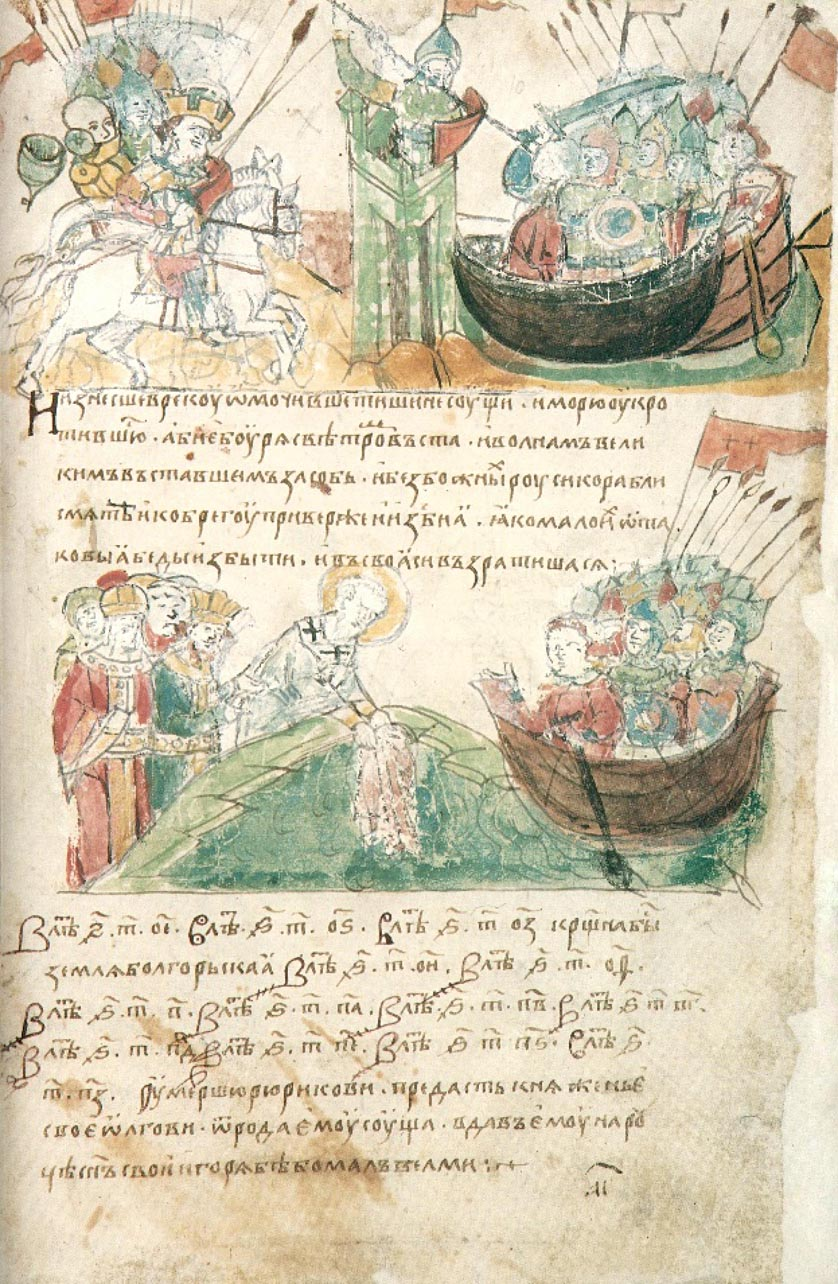
Illustrazione tratta dalla Cronaca dei Radziwiłł, opera che contiene una trascrizione dell'antica Cronaca degli anni passati. La miniatura ritrae Askold e Dir, i primi due governatori di Kiev di cui si ha conoscenza certa

Sono varie le fonti disponibili a cui gli storici hanno attinto per ricostruire la storia della Rus' di Kiev e il ruolo di chi la governò, ma molte sono state realizzate o interpolate in epoche successive, con il risultato che il computo di testi vergini o scritti in prossimità degli eventi in esame finisce per assottigliarsi. La più antica compilazione di cronache coincide con la Cronaca degli anni passati (scritta all'inizio del XII secolo) di Nestore di Pečers'k, che per quanto ricca e affascinante da un punto di vista storiografico-letterario, riflette una visione ideologica e retrospettiva, più interessata a costruire una legittimazione narrativa che a offrire un resoconto oggettivo dei fatti. Seguono in linea temporale la Prima Cronaca di Novgorod (risalente al 1090-1100), il Codice di Laurenzio (un ampliamento della Cronaca degli anni passati che narra vicende intercorse tra il 1116 e il 1305, essendo stata aggiornata in più momenti) e il Codice Ipaziano (fine XIII-inizio XIV secolo), che riprende anch'esso la Cronaca degli anni passati e la amplia fino al 1292.
Non mancano poi delle opere realizzate localmente, come ad esempio le cronache moscovite, la Cronaca di Tver' (XVI secolo) e altri scritti realizzati in varie città comprese oggi nei confini dell'Ucraina e della Russia. Quanto all'epoca in cui Kiev finì nell'orbita dei lituani, gli studiosi hanno estrapolato delle notizie dalle Cronache lituane, scritte in tre edizioni diverse tra il 1446 e il 1574.

## Descrizione generale
Sin dalle sue origini, la Rus' di Kiev nacque come una vasta e instabile unione di più comunità, tenute assieme soltanto per ragioni militari e in un contesto geopolitico variegato. Sebbene una parte della storiografia, come si avrà modo di spiegare, sia piuttosto restia all'impiego di un'espressione simile prima di un certo momento storico, a guidarla era il «gran principe», attivo a Kiev e, almeno per una porzione cronologica durante cui la Rus' esistette, superiore ai principi che governavano in ogni città. Agli albori, si preoccupava perlopiù del sostentamento alimentare e della riscossione dei tributi, che venivano raccolti spostandosi nei territori sottomessi grazie al suo seguito di guardie del corpo (družina). I meccanismi di stampo feudale (o meglio, «paleofeudale») che avrebbero contraddistinto la Rus' si formarono gradualmente, così come il controllo del principe su alcune aree fu acquisito o perduto a seconda delle diverse fasi storiche di riferimento. Da un punto di vista politico, lo Stato venne dunque a conformarsi come una federazione di principati subordinata direttamente al gran principe, la cui carica era ereditaria. La coordinazione tra il potere centrale e le autorità locali era essenziale, poiché solo una buona cooperazione garantiva il corretto funzionamento dell'intero apparato. In estrema sintesi, il principe doveva sopperire alle funzioni di «legislatore, comandante militare, giudice supremo, destinatario dei tributi» e vertice dell'amministrazione (kormlenie). Il sistema divenne via via più complesso, tanto da costringere il sovrano a compiere delle deleghe per soddisfare in sua vece alcune delle esigenze. Le deleghe venivano conferite perlopiù ai suoi figli, dotati di guarnigioni militari funzionali a esaurire gli eventuali scopi. La sua corte (gosudarstvennaja duma) si componeva anche di boiardi locali, gli aristocratici, e poteva esprimere raccomandazioni e pareri su questioni giuridiche, economiche e politiche, malgrado non avesse alcuna autorità vincolante nei confronti di colui che la presiedeva. I boiardi che vivevano fuori da Kiev solitamente amministravano le aree rurali, mentre nelle città il principe nominava lui stesso un governatore di suo gradimento (posadnik). La composizione strutturale della Rus' subì nei secoli una graduale evoluzione, passando da una società con retaggi tribali a una più vicina ad altre realtà europee; nel descrivere questo passaggio, impegnativo anche per gli studiosi moderni, è interessante notare che le fonti straniere, in particolare quelle bizantine contemporanee, fanno grossa fatica.

Cartina storica che mostra l'evoluzione territoriale della Rus' di Kiev dalla sua fondazione alla sua dissoluzione, inclusi i principati che se ne separarono

L'ordinamento statale delle antiche terre rus' non aveva una natura squisitamente monarchica, in quanto in esso coesisteva un elemento democratico (l'assemblea popolare o veče), al fianco di quello, per così dire, principesco. L'autorità popolare non si dissolse nel corso del tempo, ma anzi continuò ad avere un peso considerevole dal IX al XI secolo e nel periodo seguente. Nell'ordinamento feudale che venne a plasmarsi meglio nel X secolo, si stabiliva almeno formalmente che tutto il territorio apparteneva al gran principe. Costui deteneva poi un proprio erario e con il tempo applicò il meccanismo della servitù della gleba, in virtù del quale i lavoratori al servizio del sovrano divenivano sua diretta proprietà. Si trattava di un elemento dalla non trascurabile rilevanza, in quanto «la ricchezza fondamentale di quel tempo era proprio la terra». Esisteva comunque una categoria di contadini liberi (ljudiny), tenuti però al pagamento di una tassa in favore del principe. La pratica della tratta degli schiavi, fondamentale nei primi tempi, finì per scomparire con il tempo e la definitiva affermazione del cristianesimo in tutti i ceti sociali. La conversione ebbe un impatto fondamentale e accrebbe l'affinità di popoli altrimenti distanti, permeando vari ambiti culturali e rafforzando la posizione della dinastia regnante al comando, ritenuta degna del favore della Chiesa. L'intervento del clero, congiuntamente a un innegabile influsso di matrice bizantina, influenzò anche il mondo del diritto, formato da un complesso coacervo in cui si condensavano «legge consuetudinaria, norme delle tradizioni, norme religiose e norme scritte»; il più antico codice di regole prende il nome di Russkaja Pravda.
Le tormentate guerre civili e aggressioni dei popoli della steppa compiute tra la seconda metà del XII secolo e l'inizio del XIII secolo causarono un graduale declino di Kiev, relegando il principato omonimo a un ruolo marginale rispetto ad altre località rus' e destinandolo a un'inevitabile perdita di centralità. L'invasione mongola della Rus' del 1240 e il sacco della capitale, favoriti dal disastroso stato di crisi dell'epoca, causarono la fine della stagione precedente e l'apertura di una nuova fase storica. Dall'invasione in avanti, la carica di principe di Kiev divenne dalla natura onorifica e perse il valore sostanziale avuto in passato. La città confluì nel territorio dell'Orda d'Oro e la sua gestione spettò a un funzionario tartaro designato dall'autorità centrale; è spesso poco nitida l'identità di chi ricoprì la carica di principe, ammesso che qualcuno la esercitò mai effettivamente quando il dominio mongolo era molto forte, ossia all'indomani del 1250. A partire dal XIV secolo, il vecchio principato di Kiev cominciò ad attirare l'interesse del Granducato di Lituania, il cui sovrano Gedimino era particolarmente affascinato dalla conduzione di una politica espansionistica verso sud. L'incorporazione degli antichi principati rus' si protrasse sotto il figlio Algirdas, che in concomitanza della battaglia delle Acque Blu del 1362 o 1363 rinsaldò ulteriormente la presenza lituana a Kiev. La carica di principe fu ricoperta anche da discendenti gediminidi, la dinastia regnante della Lituania, passando poi in mano a famiglie aristocratiche. L'abolizione del titolo avvenne nel 1470, anno in cui fu soppiantato da quello di voivoda nel neonato voivodato di Kiev.

## Genesi ed evoluzione del titolo

### Origini

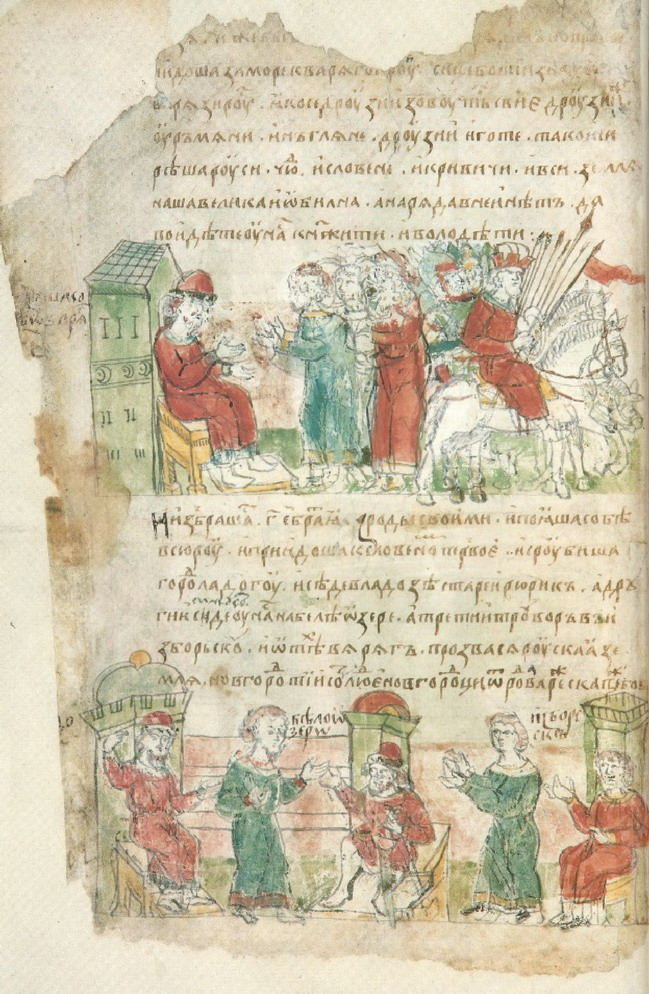
L'appello ai Variaghi in un'illustrazione tratta dalla Cronaca dei Radziwiłł. Secondo la leggenda, la dinastia regnante dei Rjurikidi sarebbe giunta in quel frangente storico nel territorio successivamente divenuto noto come Rus' di Kiev

I riferimenti forniti dalla Cronaca degli anni passati, che per sua stessa ammissione cerca di raccontare «da dove la terra rus' trae la sua origine» e «chi cominciò a governare a Kiev», vanno estrapolati con cautela e hanno arrovellato le menti di tantissimi esperti. Secondo una leggenda dalla validità storiografica opinabile, la città di Kiev sarebbe stata fondata dai tre fratelli Kij, Šček e Choriv lungo la riva destra elevata del Dnepr in un'epoca storica imprecisata, probabilmente nell'Alto Medioevo. Si tende comunque a credere che i primi sovrani di Kiev, in particolare e con assoluta sicurezza coloro vissuti prima del X secolo, né utilizzassero il titolo di gran principe né riponessero grande importanza nell'utilizzo di una formula che indicasse. A proposito dei più antichi governatori di Kiev di cui si ha conoscenza, Askold e Dir (regnanti dall'860/864 all'882), la cui esistenza è considerata sicura o quasi, la Cronaca degli anni passati li identifica come boiardi e come nemmeno affiliati alla dinastia rjurikide, la cui esistenza del capostipite Rjurik resta peraltro avvolta nel mistero. Al netto di alcune informazioni riportate da cronache di epoca successiva, si esclude che Oleg il Saggio (r. 882-912) avesse adottato il titolo di gran principe, benché nel trattato di pace rus'-bizantino del 907 venga definito «megas archon». Anche suo figlio Igor' Rjurikovič (r. 912-945) attaccò i bizantini e in un documento realizzato da questi ultimi viene definito con lo stesso appellativo, ma così come Olga (r. 945-964, che pure viene indicata «gran principessa» da una fonte rus', mentre archontissa Rhösias in opere bizantine) e Svjatoslav I Igor'evič (r. 964-972) si deve escludere che avesse mai impiegato una qualche formula. Da un'analisi dei trattati bizantini in cui vengono menzionati, si deve interpretare l'impiego del termine «grande» (megas) nel senso di «più anziano», «preminente» o «supremo». Uguale sorte riguardò Jaropolk I Svjatoslavič (r. 972-978), mentre per Vladimiro I Svjatoslavič (r. 978-1015) una quasi sicura interpolazione successiva inserita nel Codice Ipaziano lo definisce «gran principe» (Volodimir knjaz' velikii). Secondo Walter Hanak, il silenzio delle fonti non andrebbe sottovalutato, in quanto potrebbe consentire di affermare che nel XI secolo la designazione qui analizzata fosse impiegata con parsimonia e non nel significato attribuito da annalisti successivi. Il metropolita di Kiev Ilarione fornisce un'informazione importante quando, poco prima del 1050, definisce Vladimiro «kagan», un'espressione adottata dai Cazari per indicare il sovrano supremo e presumibilmente adottata nella Rus' per enfatizzare la propria autonomia. Altrove viene chiamato «Vladimir velikij» o  velikij Vladimir, ma in opere realizzate molto più tardi e verosimilmente tese a ricordare il suo soprannome, "il Grande". L'epiteto si legge in un encomio nel quale viene etichettato come «il principe benedetto Vladimiro, il nuovo Costantino della grande Roma» (blazhenyi knjaz' Vladimir novyi Kostyantin velikago Rima). Il riferimento è all'imperatore romano Costantino I (r. 306-337), detto anche lui il Grande; anche secondo il parere di Andrzej Poppe, «non si può stabilire con certezza se l'epiteto velikij [velikago], affiancato [pure] ai nomi di altri principi defunti, stia a indicare lode e riconoscenza, oppure venga usato nel senso di "antico", "vecchio", "anziano"». La fama del principe è stata a lungo enfatizzata da autori ecclesiastici, considerando che a lui si deve il cosiddetto battesimo della Rus' e l'abbandono ufficiale del paganesimo, le cui modalità di conversione sono state abbastanza ben ricostruite dagli storici. A proposito del figlio di Vladimiro, Svjatopolk I Jaropolkovič (r. 1015-1016, 1018-1019), non permane alcuna designazione specifica, ma è probabile non fosse un'abitudine in voga all'epoca oppure volutamente omessa per via del tetro soprannome con cui divenne noto dopo aver ucciso i fratelli, "il Dannato".

### Apogeo

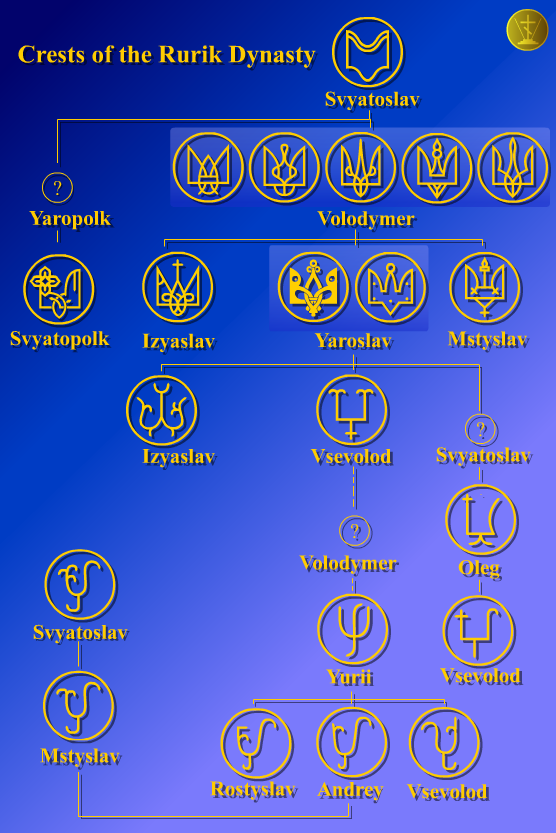
Emblemi personali dei principi della dinastia rjurikide. Il tridente (tryzub) è attualmente utilizzato come stemma dell'Ucraina

La lunga parentesi al potere di Jaroslav I il Saggio (r. 1019-1054), uno dei più importanti sovrani al comando della Rus' di Kiev, lasciò delle tracce molto consistenti in tutti gli ambiti. Nell'esaltare la sua stirpe, il metropolita Ilarione afferma che «gli antenati di Jaroslav, suoi gloriosi predecessori, non regnarono su una terra debole, oscura e sconosciuta, ma sulla terra della Rus', che è rinomata e stimata fino ai confini del mondo». Per via di questa generale ammirazione verso la figura di Jaroslav, Nestore di Pečers'k e altri autori più o meno coevi, vissuti grosso modo nel XII secolo, adoperano nei suoi confronti l'espressione «gran principe», circostanza la quale ha spinto Martin Dimnik a dire che, almeno quando questi autori lavorarono alle proprie opere, fosse una pratica comune conferire quella formula. Lo studioso ha inoltre ravvisato che la copia più antica conosciuta dello statuto con cui disciplinò le corti ecclesiastiche esordisce con «Ecco, io, il Gran principe Jaroslav, figlio di Vladimiro» (Se jaz, knjaz' velikit Jaroslav, sin Vladimerov). Le ulteriori copie furono ultimate in epoche successive e risultano dunque meno affidabili (pur riproponendo in cinque casi la stessa introduzione), ma anche se le cronache non svelano se godesse di un qualche riconoscimento formale, Martin Dimnik ha pensato a una presunta «istituzionalizzazione del titolo», in virtù del suo impiego in un documento ufficiale. Si è discettato anche sul momento di quest'evoluzione, e un’indicazione interessante potrebbe trapelare da un sigillo riportato alla luce a Novgorod, sul quale si legge l'iscrizione «Jaroslav, principe [knjaz'] di Rus'». Benché non vi sia l'espressa menzione di "gran principe", si tratta della prima volta in cui viene riportato il termine slavo «knjaz'» su un sigillo, equivalente al mega archon greco e al cazaro kagan. Un altro ritrovamento avvenuto a Černihiv, generalmente non ricondotto a Jaroslav, dimostra che nella terza metà del XI secolo i suoi discendenti si definivano ancora archon. Nel 1024 (o 1026), Jaroslav venne sconfitto dal fratello Mstislav Vladimirovič e fu costretto a condividere con lui il potere in una sorta di duumvirato. In particolare, fu stabilito che Jaroslav avrebbe amministrato i territori a ovest del fiume Dnepr, stabilendosi a Kiev, mentre a Mstislav sarebbero spettati quelli a est; per governarli più efficacemente, il secondo trasferì il proprio centro politico da Tmutarakan' a Černihiv. Da un'analisi attenta delle fonti storiografiche, ci si accorge che a entrambi viene riconosciuto il titolo di «velikij knjaz'». Alla morte di Mstislav, Jaroslav divenne secondo le cronache «autocrate della terra di Rus'», una descrizione criptica di difficile spiegazione. Per spiegarla, si è supposto che queste espressioni fossero state influenzate dalla traduzione di testi greci compiuti dagli scribi di corte, operazione voluta da Jaroslav nell'ambito del grande sviluppo culturale di cui si fece promotore. Con il suo programma di mecenatismo, Jaroslav il Saggio cercò di fare di Kiev un polo concorrente rispetto a Costantinopoli, promuovendo attivamente l'edificazione di chiese monumentali, la produzione di testi in lingua slava e lo sviluppo di una gerarchia ecclesiastica autoctona.
Poco prima della sua morte, Jaroslav volle stabilire delle regole che disciplinassero le modalità di successione al trono, affinché si evitassero le lotte fratricide dei decenni precedenti. Il primogenito (staršij knjaz') Izjaslav Jaroslavič (r. 1054-1068, 1069-1073, 1077-1078) sarebbe succeduto nel ruolo di signore di Kiev, mentre il secondo e il terzo figlio sarebbero rimasti i discendenti più prossimi in caso di sua dipartita (sistema rotale). Contrariamente alle aspettative, la dipartita di Jaroslav provocò lo scoppio di un cinquantennio di guerre a intermittenza e vide succedersi più di una decina di sovrani. Non si sa se Izjaslav si fosse apertamente auto-proclamato «velikij knjaz'», ma è certo grazie alle testimonianze dei suoi contemporanei che nei suoi confronti venisse impiegata la formula «kagan», detto anche «zar» in un affresco scoperto nella cattedrale di Santa Sofia a Kiev. E se le tre varianti venivano forse utilizzate in maniera interscambiabile, un documento risalente al 1073 fornisce un altro esempio interessante relativo a Svjatoslav II Jaroslavič (r. 1073-1076), subentrato al potere spodestando il fratello Jaroslav, e definito «grande tra i principi» (Velikij v knjazek knjaz' Svjatoslav). Non vi è dubbio che questa parafrasi sia stata ispirata dalla controparte ellenica «grande tra gli imperatori», ma lo stesso non si può dire a giudizio degli studiosi del termine «knjaz'», che era già in voga all'epoca e che non risulta di derivazione greca. Un altro affresco, risalente al 1076 circa e scoperto sempre a Santa Sofia a Kiev, etichetta Svjatoslav come «kagan». Questa testimonianza è fondamentale sia perché conferma ulteriormente al di fuori delle cronache il ricorso a questa parola, sia perché consente di appurare che il sovrano in esame fu l'ultimo di cui si ha conoscenza a venire definito «kagan» (usato fino alla seconda metà del XI secolo) o «velikij knjaz'». Significativamente, la Cronaca degli anni passati non lo definisce mai «gran principe», forse considerando il fatto che Svjatoslav aveva violato le norme statuite dal padre Jaroslav e stava quindi usurpando un titolo non suo. Tuttavia, è possibile che il sovrano avesse trovato il modo di aggirare l'ostacolo definendosi il principe più anziano «stabilmente attivo» a Kiev, a rimarcare dunque la sua supremazia. È inoltre credibile che i primi di fronte ai quali intendesse apparire più forte fossero proprio i fratelli, anche perché l'estensione del potere di Svjatoslav era minore rispetto a suo padre (Jaroslav aveva vietato che quanto situato nei dintorni di Kiev e la città potessero essere amministrati dalla stessa persona). Il successore Vsevolod I (r. 1076-1077, 1078-1093), il minore dei figli di Jaroslav a governare la capitale, viene definito «gran principe», sia pur in un solo passaggio cronachistico; poiché gli scribi dell'epoca non suffragano questa considerazione, è possibile che non venisse ritenuta una formula di rito indispensabile. Mentre Martin Dimnik ha ipotizzato che, come i suoi predecessori e consanguinei avesse adottato l'etichetta di «gran principe», Andrzej Poppe ha negato che in quell'epoca essa fosse conosciuta, ricordando piuttosto che per rimarcare la sua legittima pretesa al trono avrebbe inciso sul suo sigillo soltanto la legenda «principe di tutta la Rus'».

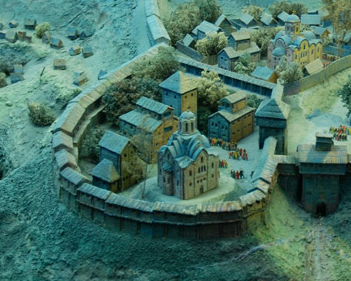
Ricostruzione di un distretto cittadino della Kiev medievale

Alla scomparsa della generazione dei figli di Jaroslav seguì l'affermazione del primo in linea di successione, Svjatopolk II Izjaslavič (r. 1093-1113), definito per due volte «gran principe» nel 1106 e nel 1108, rispettivamente. Intorno al periodo in cui Svjatopolk morì, termina la narrazione della Cronaca degli anni passati e l'interpretazione delle vicende future si fa più complicata, in quanto le fonti disponibili sono frutto del lavoro di cronisti patrocinati dai propri principi e, pertanto, politicamente condizionati. Il suo successore fu Vladimiro II Vsevolodovič (r. 1113-1125), detto Monomaco, che una volta «sal[ito] al potere su tutte le terre rus'» (preja knjazenie vseja russky zemlja), seppe garantire un periodo di relativa stabilità. Nel riconoscergli i meriti, gli autori di epoca successiva si riferiscono tradizionalmente a lui annoverandolo come «gran principe», a differenza dei suoi contemporanei. Provando a fare chiarezza, Andrzej Poppe ha richiamato un'importante lettera del metropolita greco di Kiev Niceforo, in cui il sovrano viene citato per più di venti volte semplicemente come «il mio principe» (knjaze moi). Martin Dimnik ha voluto compiere una ricostruzione alternativa, sottolineando che nel 1113, in occasione del momento del suo insediamento e per la prima volta nella storia, la capitale viene indicata come «gran principato di Kiev» (na velikom knjažen'i v Kieve). Compiendo un sillogismo, lo studioso ha considerato legittimo sostenere che il signore a capo di un gran principato poteva, di conseguenza, essere definito gran principe, quanto meno con riferimento alla città. Ad ogni modo, nessuna cronaca conferma se in occasione della cerimonia di investitura del nuovo sovrano, compiuta alla presenza del metropolita locale, venisse assegnato un titolo. Secondo gli esperti, Vladimiro avrebbe forse adottato la designazione in esame perché, non essendo il più anziano della dinastia ed essendosi affermato al potere grazie alla forza e alle decisioni statuite dal congresso di Ljubeč del 1097, intendesse rimarcare la sua supremazia al trono. Va segnalato che le cronache moscovite o di Vladimir-Suzdal' di epoca successiva definiscono «gran principi» tutti i discendenti di Vladimiro, nel tentativo di glorificare le rispettive dinastie al comando. Andrzej Poppe ha avuto un giudizio più prudente, affermando che dai testi delle cronache realizzati al tramonto del XI e all'inizio del XII secolo, non vi siano prove dell'utilizzo di un titolo esteso; le tre opere in cui si rintraccia l'aggettivo «velikij» conferiscono al termine «una connotazione panegirica». Il nuovo sovrano, il figlio primogenito di Vladimiro Mstislav I Vladimirovič (r. 1125-1132), trascorse la sua intera vita scontrandosi con i popoli della steppa, le tribù baltiche e i suoi nemici interni. Non a caso, viene menzionato come «gran principe» nel Codice di Laurenzio mentre si narra una campagna che condusse contro i lituani (Knyaz' velikii Mstislav khodi na Litvu).

### Declino
Alla morte di Mstislav, la Rus' piombò in una nuova stagione di sanguinose guerre civili e, per brevi momenti, si alternò sul trono kievano «almeno una dozzina di principi». I discendenti dei vari rami rjurikidi iniziarono a stabilire una propria capitale dinastica nei territori sotto il loro controllo, nel tentativo di trasformarli in domini ereditari stabili. Questa pratica, però, era stata esplicitamente vietata da Jaroslav il Saggio per quanto riguardava Kiev, circostanza che ne riduceva l'appetibilità. Nel frattempo, senza rinunciare al meccanismo successorio escogitato da quel sovrano, andò ad affermarsi nei vari principi l'idea che il titolo di gran principe potesse essere tranquillamente istituzionalizzato. La più antica testimonianza di una simile evoluzione concettuale risalirebbe a un sigillo di Mstislav Sviatopolkovič del 1099, nel quale si legge che fu «megas archon» di Volodymyr, in Volinia, equiparata a un gran principato. Di opinione totalmente avversa è stato Andrzej Poppe, secondo il quale il titolo di gran principe sarebbe stato adottato anche da regnanti lontani da Kiev nella prima metà del XII secolo. Gli stessi governatori di Kiev, del resto, sarebbero stati insigniti dell'epiteto «megas» soltanto in contesti occasionali, altrimenti l'avrebbero adottato in maniera continuativa nei sigilli personali.
Gli storici moderni hanno appurato l'evanescenza del lascito di Jaropolk II Vladimirovič (r. 1132-1139), fratello del defunto Mstislav, ma le cronache moscovite e quella di Tver' gli riconoscono comunque il titolo di «gran principe», in quanto intendono osannare un discendente del ramo rjurikide dei Monomachi. Salvo scritti minori, nessuno definisce Vjačeslav I Vladimirovič (r. 1139) e Vsevolod II Olgovič (r. 1139-1146) «gran principi», benché si pensi che, nel solco della tradizione, venissero comunque così identificati dai contemporanei, anche perché, fino all'epoca di Vsevolod, chiunque fosse investito di quella suprema dignità aveva seduto sul trono di Kiev. Anche Igor II Olgovič (r. 1146), al potere per sole due settimane, e chi gli subentrò, Izjaslav II Mstislavič (r. 1146-1149, 1151-1154), usufruirono del titolo. Quando ebbe luogo la fuga di Jurij Dolgorukij dalla capitale nel 1150 (r. 1149-1150, 1150-1151, 1155-1157), Izjaslav II Mstislavič invitò suo zio Vjačeslav Vladimirovič (r. 1139, 1150) a rafforzare la sua posizione per timore di rappresaglie, in quanto non era l'esponente più anziano della dinastia. Ciò diede vita a un singolare duumvirato, in quanto a Vjačeslav fu infatti riservata l'investitura di «gran principe», ma il potere effettivo rimase nelle mani di Izjaslav, che era più giovane. Il turbolento periodo vissuto da Kiev negli anni precedenti, durante il quale si susseguì un turbinio di personaggi diversi, terminò con il ritorno di Jurij Dolgorikij nel 1155, che aveva adottato nel frattempo il titolo di «gran principe di Suzdal'», dopo averla elevata al rango di capitale di quel principato spostandola da Rostov. Si trattò dunque, secondo Martin Dimnik, del primo gran principe di Kiev e di Suzdal' in assoluto, ma come molti membri della sua discendenza non sembrò curarsi molto di quest'investitura. Alla sua morte, seguì un ventennio caratterizzato dalla seconda parentesi al potere di Izjaslav III Davydovič di Černihiv (r. 1154-1155, 1157-1158, 1161), l'unico di quel ramo rjurikide ad aver governato Kiev, poi di nuovo di Rostislav Mstislavič di Smolensk (r. 1154-1155, 1159-1161, 1161-1167) e infine di Mstislav II Izjaslavič (r. 1158-1159, 1167-1169, 1170). Anche sulla base degli utilizzi del titolo di gran principe compiuti da questi sovrani, pare non fosse riposta ampia enfasi su quella designazione, ma si ha la certezza che a quel punto avesse assunto dei connotati ben più che onorifici.

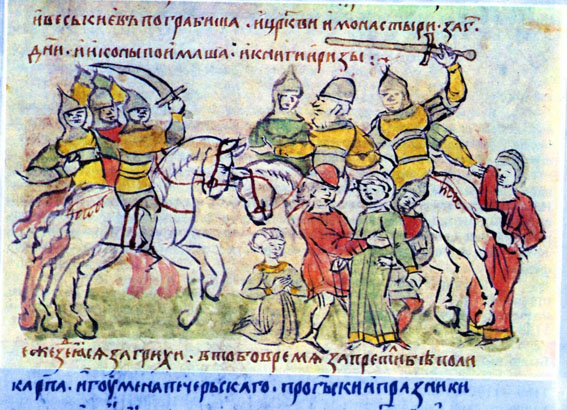
Il sacco di Kiev del 1169 in una miniatura tratta dalla Cronaca dei Radziwiłł

Nel 1169, una coalizione di principi capeggiata da Andrea Bogoljubskij di Suzdal' detronizzò Mstislav e condusse un devastante sacco di Kiev. Egli aveva spostato la sua capitale da Vyšgorod a Vladimir sul Kljaz'ma, prodigandosi presto affinché essa potesse rivaleggiare per splendore con Kiev. La sua ambizione gli valse l'ammirazione di diversi cronisti e presto anche il riconoscimento della formula di «velikij knjaz'». È tuttavia doveroso notare che Andrea perseguiva l'ambizione di acquisire più diritti rispetto a qualunque altro discendente della sua dinastia in Rus', non contemplando quindi un'ipotetica rincorsa al titolo di gran principe. Il suo intervento del 1169 portò all'insediamento di suoi fantocci i quali, seppur detennero il potere soltanto in maniera formale, vengono riconosciuti lo stesso come «gran principi». Si trattò del momento in cui il ruolo di signore di Kiev toccò il suo minimo storico, coinciso con la nomina di Gleb Jur'evič (r. 1169-1170, 1170-1171) e poi di Romano Rostislavič di Smolensk (r. 1171-1173, 1175-1176 o 1177), intramezzata da alcuni sovrani di breve durata. Il principato di Suzdal' acquistò progressivamente importanza, ma le aspirazioni dei Rostislavič dimostrarono presto che Andrea non poteva considerare tranquilla la propria posizione. Ne sono prova l'alleanza con gli Olgoviči di Černihiv e l'insediamento di Rurik Rostislavič (r. 1173; 1180-1181; 1194-1201; 1203-1204; 1205-1206; 1207-1208 ?) dopo l'allontanamento del fratello di Andrea, Vsevolod III Jur'evič (r. 1173). In quel contesto, poiché non avvenne l'affermazione del discendente più anziano della dinastia, è lampante che il titolo e il ruolo di gran principe persero importanza. Quando Andrea venne assassinato il 29 giugno 1174, si scatenò una guerra intestina nel principato di Vladimir-Suzdal' e gli equilibri geopolitici vennero stravolti. Con la morte di Andrea Bogoljubskij, «non è più possibile parlare di una Rus' di Kiev, ma di tanti principati (Polack, Pskov, Novgorod, Beloozero, Rostov, Vladimir-Suzdal', Murom, Smolensk, Rjazan', Černihiv, Kiev, Galizia e Volinia) indipendenti gli uni dagli altri e sempre in lotta fra loro»; ha così inizio il periodo degli appannaggi.
Deposto Jaroslav II Izjaslavič (r. 1173-1174, 1174), i Rostislavič ripristinarono Romano prima che il trono passasse in mano a Svjatoslav III Vsevolodovič (r. 1173, 1176-1180, 1181-1194) di Černihiv. Al netto di un breve ritorno di Rurik Rostislavič nel 1180-1181, Svjatoslav preservò il comando per un ventennio, formando proprio con quest'ultimo un duumvirato durante il quale il peso specifico del sovrano di Kiev e di Vladimir si invertirono. Fu infatti Svjatoslav a favorire l'ascesa dei due successori e fratelli di Andrea Bogoljubskij nel ruolo di principi di Vladimir, Michele Jur'evič (già principe di Kiev nel 1171) e Vsevolod III Jur'evič (già principe di Kiev nel 1173). Rispettando la consuetudine e la sua aura, anche Svjatoslav rientra nel novero di sovrani definiti «gran principi» dalle fonti medievali. Il duumvirato di Svjatoslav e Rurik fu singolare in quanto il primo amministrò Kiev, mentre Rurik vari insediamenti limitrofi alla capitale, circostanza la quale generò numerose dispute verso gli ultimi anni di coesistenza dei due principi. Per sottolineare la sua rilevanza, il Codice Ipaziano definisce Rurik «velikij knjaz'», malgrado non risiedesse né esercitasse il potere da Kiev; si tratta, tuttavia, di una posizione isolata. Nel frattempo, a mano a mano che proseguivano gli anni, Vsevolod III Jur'evič di Vladimir aveva rafforzato la propria posizione e sarebbe risultato in grado di permanere nella sua carica per quasi un quarantennio. Quando Svjatoslav III Vsevolodič morì nel 1194, Rurik non era il più anziano rjurikide in vita, motivo per cui Vsevolod III, che lo superava nella linea di successione, inviò dei suoi emissari che supervisionassero l'ascesa di Rurik sul trono di Kiev con il consenso del principe di Vladimir. È evidente che Vsevolod III sperasse di ricevere delle terre in cambio di questa concessione, ma è interessante sottolineare come anche lui, seguendo l'esempio del fratello Andrea Bogoljubskij, non desiderasse insediarsi a Kiev per via dell'eccessiva distanza. Verso la fine del XII secolo, la supremazia di Vsevolod III poteva dirsi pienamente consolidata, come rilevato tra gli altri da John Fennell. Sulla scia di queste considerazioni, lo storico George Vernadskij ha riservato il titolo di «principe» per ogni sovrano della Rus' inclusa Kiev, mentre Vsevolod III viene detto «granduca». Sia Andrzej Poppe sia John Fennell hanno individuato in Vsevolod III il primo ad adottare ufficialmente il titolo di gran principe, sia pur con riferimento a Vladimir-Suzdal', in particolare dal 1190 (salvo sparute eccezioni precedenti dalla dubbia verificabilità) e poi, con frequenza predominante, dal 1195 in poi. Per deferenza, è da segnalare che anche la moglie viene chiamata «gran principessa» (velikaja knjazginja). Da alcune cronache locali, traspare ostracismo nell'utilizzo del termine «gran principe» nei suoi confronti, volto a evitare di riconoscerne implicitamente la supremazia sulla città dell'autore. Quanto alla genesi di quest'adozione, si è pensato che un grosso influsso fosse stato probabilmente dovuto a sua madre, forse greca, e agli anni che con lei trascorse dopo essere stato esiliato dal fratello Andrea a Costantinopoli (1162-1168), durante i quali assorbì molti dei concetti legati all'ideologia imperiale. Considerate le alleanze che ogni principe rus' si affrettò a stringere con Vsevolod III, si può pensare che gli osservatori dell'epoca lo considerassero o un primus inter pares o un uomo il quale non era tenuto a rispondere ad alcun'altra autorità, in virtù della sua anzianità e autorevolezza. A giudizio di Andrzej Poppe, se Svjatoslav III Vsevolodič non adottò ufficialmente il titolo di gran principe, una sorte differente riguardò Rurik, intenzionato a rimarcare anche tramite simili provvedimenti la propria autorità, sia pur abbastanza inconsistentemente. D'altronde, è significativo sottolineare che un discreto numero di scritti rifiuta di riconoscere a Rurik la medesima designazione.

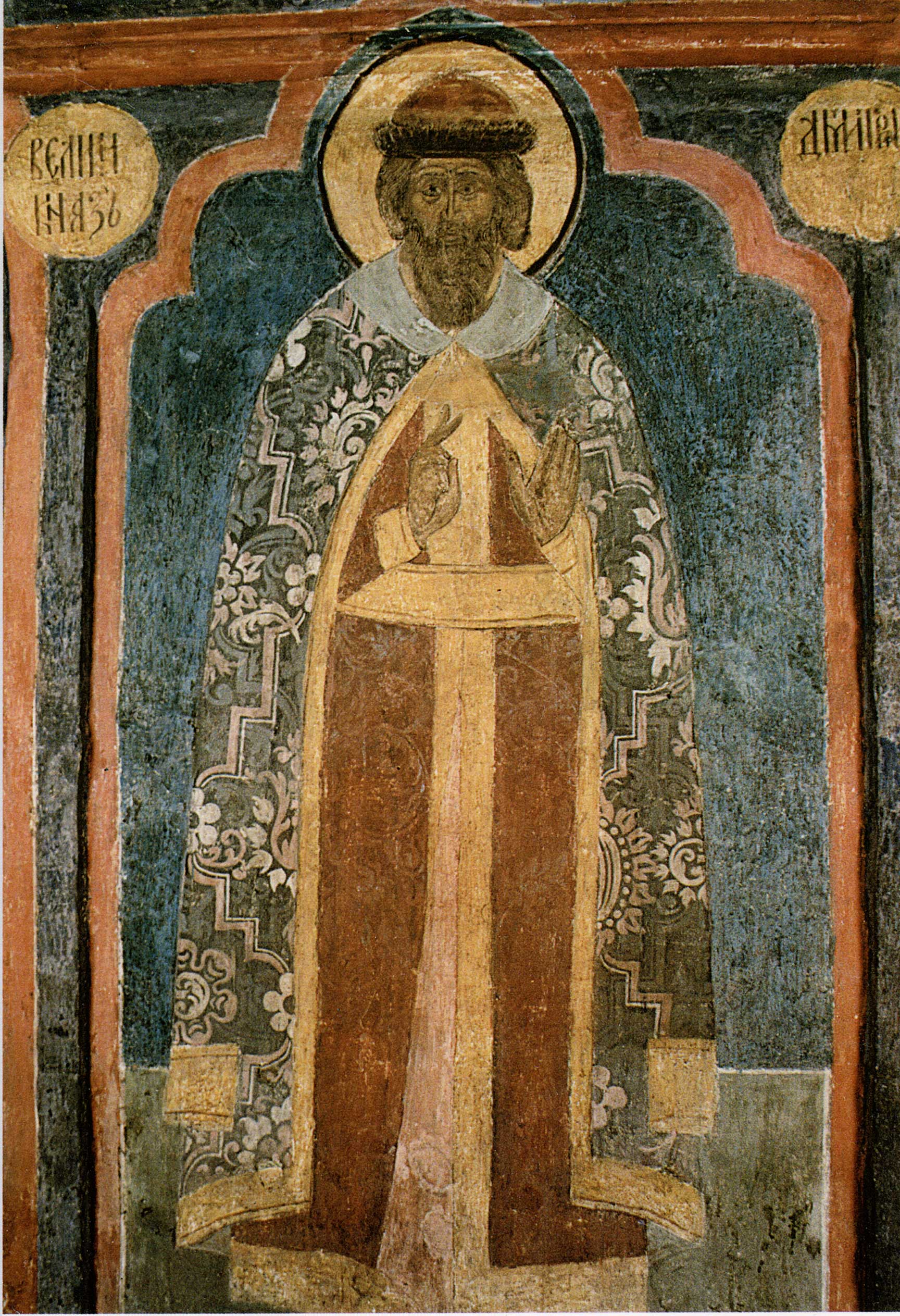
Signore di Kiev nel 1173 e di Vladimir-Suzdal' dal 1176 al 1212, Vsevolod III Jur'evič fu secondo alcuni studiosi il primo a impiegare ufficialmente e con continuità il titolo di "gran principe", sia pur non con riferimento a Kiev. Interferì per decenni nella politica della capitale

Quando nel 1197 rimase il membro dei Rostislavič più vecchio in vita, Rurik cominciò strenuamente a lottare per avere una propria autonomia, entrando in contrasto innanzitutto con Romano Mstislavič (r. 1202), che fu in grado di governare forse brevemente la capitale e che, secondo la Cronaca di Galizia-Volinia, volle seguire l'esempio del predecessore adottandone il titolo. Per sua scelta, Romano decise poi di nominare due figure gradite anche a Vsevolod III, prima Ingvar Jaroslavič (r. 1202-1203, 1212 ?) e poi Rostislav Rurikovič (r. 1204-1205). È interessante notare come Romano estromise Rurik costringendolo a farsi monaco, una mossa che perseguiva lo scopo di privarlo di qualsiasi diritto politico. Tuttavia, alla morte di Romano, Rurik rinunciò alla tonsura e tornò al potere, dovendo fronteggiare l'avversione degli Olgoviči di Černihiv e dei successori di Svjatoslav III Vsevolodič, rappresentati da Vsevolod Čermnyj (r. 1206, 1207, 1210-1212). Quando costui si affermò a Kiev, Vsevolod III smise gradualmente di interessarsi agli affari di quella città, concentrandosi su altre località della Rus'.

### Caduta
A partire dal XIII secolo, i regnanti dei vari principati rus', specialmente se figli o successori di Vsevolod III Jur'evič, cominciarono ad adottare con costanza il titolo di gran principe. Ciò fece sì che venisse adottato anche da coloro che non avevano mai governato la capitale e amministravano invece le più disparate città; ne è stato accertato l'utilizzo con riferimento a Černihiv, Smolensk, la Galizia, la Volinia, Suzdal', Rjazan', Pereyaslavl', Kursk, Turov, Novgorod-Severskij, Vyšgorod, Novgorod e Rostov. La morte di Vsevolod III isolò il suo omonimo e spinse i Rostislavič a compiere una vittoriosa guerra che permise loro di tornare al controllo di Kiev, stavolta con l'insediamento di Mstislav Romanovič (r. 1212-1223). Contravvenendo al sistema successorio stabilito da Jaroslav il Saggio, Vsevolod III non aveva assegnato il principato al primogenito e lo aveva anzi frammentato tra i vari figli, generando una lotta intestina che ridusse la forza di quel principato per diverso tempo. L'acquisizione del titolo di «velikij knjaz'» divenne così legata alla capacità e al talento del singolo principe (lo dimostra il caso di Mstislav Mstislavič l'Audace, che però rispettò la tradizione e non volle impadronirsi della città di Kiev per sé). Negli anni in cui si susseguirono alcuni degli ultimi sovrani indipendenti della capitale, Vladimiro Rurikovič (r. 1223-1235), Izjaslav Vladimirovič (r. 1235-1236), Jaroslav II Vsevolodovič (r. 1236-1238, 1243-1246), Michele Vsevolodič (r. 1238-1240), Rostislav III Mstislavič (r. 1240) e Danilo Romanovič (r. 1240), il peso specifico del titolo perse gradualmente importanza. I dissidi interni resero i rus' incapaci di opporre un'adeguata resistenza contro le crescenti aggressioni delle popolazioni nomadi e, soprattutto, dei mongoli; dopo aver invaso la Rus', nel 1240 «rasero completamente al suolo la città» di Kiev.
Quando vi si insediarono, i mongoli nominarono un proprio funzionario (darugači) e, in seguito, fu statuito che per ottenere il titolo di principe sarebbe stato necessario ricevere una lettera patente (yarlyk) che veniva conferita dal khan dell'Orda d'Oro. Il primo a ottenerla fu Jaroslav II Vsevolodovič, designato da Batu Khan come «più anziano tra tutti i principi di lingua rus'» (starei vsem knjazem v Russkom jazijtse). La formula non è frutto di una casualità, ma studiata per garantire un riconoscimento di superiorità anche se non si era effettivamente il principe più anziano; pertanto, nell'ottica di Batu la denominazione di «velikij knjaz» serbava un'importanza minore. L'ultimo a cui venne affidato il titolo dalle cronache fu Michele Vsevolodič, che amministrò in maniera autonoma Kiev prima dell'arrivo dei mongoli ed esercitò nominalmente il potere lontano da Kiev anche quando era stato insediato un funzionario straniero. La deferenza dimostrata dalle opere emerge quando descrivono le circostanze della sua morte, in quanto fu ucciso dai mongoli a Saraj nel 1246 e poi canonizzato.

### Dominio mongolo

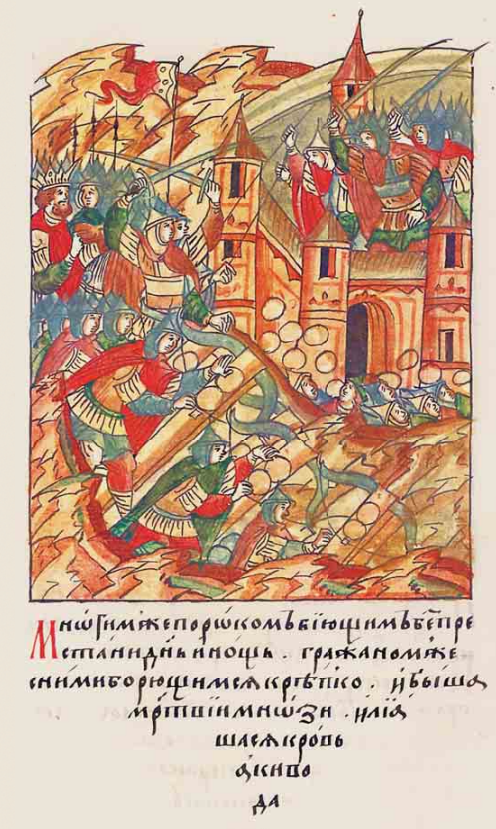
L'assedio di Kiev del 1240, a cui seguì l'insediamento mongolo, in una miniatura tratta dalla Cronaca Illustrata di Ivan il Terribile

La dissoluzione della Rus' di Kiev non destinò all'oblio la vecchia capitale, che veniva ancora ricordata nella seconda metà del Trecento e all'inizio del Quattrocento come «la città più importante di tutta la Rus'» o «la madre e la costola di ogni città rus'», tra le varie. I nuovi signori non vollero esercitare un governo diretto sulla Rus', ma si limitarono soprattutto a riscuotere i tributi, compito affidato ai vari principi locali che, sotto la supervisione dei funzionari tatari, prestavano loro giuramento di fedeltà. Non essendovi alcuna dinastia regnante al comando della città, ogni ramo rjurikide superstite sentì di poter reclamare per sé il trono di Kiev. Fu in questo contesto che rientra appieno la disputa tra Danilo Romanovič e Jaroslav Vsevolodič, che cercarono di insediarsi al comando con la complicità di propri fiduciari. La conquista mongola riuscì nell'impresa di affievolire fino alla rottura il legame tra Kiev e i sovrani nord-orientali, protagonista invece delle epoche passate. Ciononostante, la tradizione cronachistica, sia pur di epoca tarda, si sforzò in più occasioni di tracciare dei collegamenti tra i principi del nord e Kiev, arrivando a elaborare congetture strampalate e totalmente screditate dagli esperti (è il caso, tra i vari, dell'invenzione del titolo di «principe di Mosca e di Kiev», riservato a Ivan Kalita nel 1305).
Nella seconda metà del XIII secolo e per buona parte del XIV, la tradizione principesca a Kiev appare fortemente ridotta, sia pur sopravvissuta in forma simbolica e discontinua. Ricostruire l'esatta sequela dei principi che si successero sotto la dominazione mongola rappresenta però un'impresa titanica, ancora oggetto di dibattito storiografico e di studio.  Secondo la studiosa Olena Rusyna, dopo il 1250 il trono kievano rimase vacante e, al di là di rivendicazioni nominali, la città fu posta «sotto il diretto controllo dei tartari», come osservato già dal missionario contemporaneo Giovanni da Pian del Carpine. A riprova di ciò, si possono citare vari esempi: tra questi Alessandro Nevskij (r. 1249-1263), che pur avendo ricevuto dai mongoli il titolo di principe di Kiev, non risiedette mai in città né vi esercitò un'autorità concreta. Analogamente, anche Jaroslav III Jaroslavič (r. 1263-1272) viene indicato come principe di Kiev nella Cronaca di Hustyn, ma il grado di veridicità di quest'informazione è irrisorio. Per dovere di cronaca, occorre inoltre ravvisare che tra il 1270 e il 1290 Leone Danilovič, figlio di Danilo Romanovič, rivendicò la propria autorità non solo sulla Galizia-Volinia, ma anche su parte dei territori di Perejaslav e di Kiev, sebbene tali pretese non sembrino essersi tradotte in una presa effettiva del potere.
Soltanto alla fine del Duecento una nobile discendenza originaria della remota Putyvl' vi si insediò. Di essa se ne conosce una genealogia contenuta in un'opera perduta e nota de relato che riferisce i nomi di Ivan di Putyvl', suo figlio Ivan-Vladimir Ivanovič di Kiev, Andrea di Ovruč e suo figlio Basilio, ucciso a Putyvl'. Stabilitisi in città, essi tentarono verosimilmente di salvaguardarne il possesso e di preservare un legame estremo con la propria terra di origine, tanto che addirittura verso la fine del Trecento le fonti ricordano una connessione tra le due realtà. È assai arduo però comprendere come i principi di Putyvl' si affermarono a Kiev, benché gli studiosi tendano a credere che fu per via del sostegno dei feudatari tartari stabilitisi nella regione del fiume Sejm, che tra il XIII e il XV secolo divenne una zona di proficui contatti turco-slavi. È stata avanzata un'interessante ipotesi relativa al potenziale legame tra Andrea di Ovruč e Andrea Putivlič (o Putivlec'), al seguito di Leone Danilovič, la quale non può essere provata ma appare «piuttosto allettante» per ricostruire un ipotetico legame con il ramo galiziano-voliniano dei Rjurikidi.

### Dominio lituano

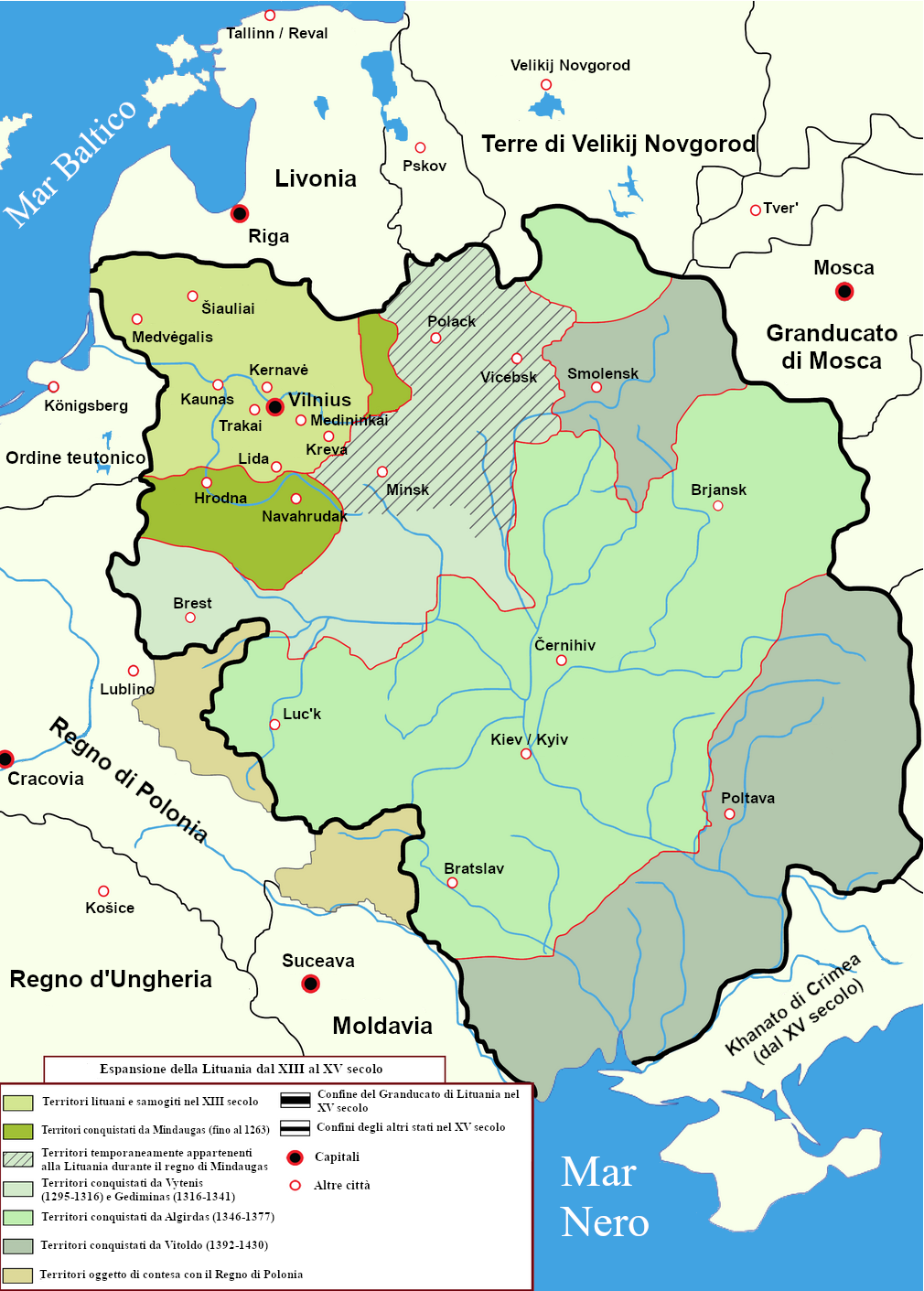
Cartina del Granducato di Lituania dal XIII al XV secolo

Pur se attestato da fonti di epoca tarda, il nome del successivo principe emerge in concomitanza con avvenimenti accaduti nell'estate del 1323, quando il granduca di Lituania Gedimino condusse una campagna contro varie città rus', compresa Kiev. Le vicende vengono riportate in maniera confusionaria dalle Cronache lituane, ma gli studiosi hanno estrapolato delle informazioni interessanti analizzando i nomi dei comandanti coinvolti nell'importante battaglia del fiume Irpin'. È da qui che si è individuato il nome del potenziale principe dell'epoca, Stanislao di Kiev, forse confuso con Ivan Stanislavič, vissuto effettivamente nella seconda metà del XIV secolo come confermato da documenti genealogici. Stanislao era invero un nome insolito nel mondo slavo occidentale, ma dopo aver analizzato le fonti, Stephen C. Rowell ha creduto che potrebbe trattarsi di un personaggio effettivamente esistito e i cui dettagli venivano erroneamente ricordati dalle cronache posteriori. La gestione di Kiev sarebbe stata assegnata a un certo Teodoro (r. 132?-1362) e a un namestnik (vice), Algimantas Mindaugaitis Olšanski, causando la conseguente fuga di Stanislao. In merito ad Algimantas Olšanski, si è escluso si trattasse di uno slavo (Mendovg Olgimuntovič) e si pensa operò a Kiev negli anni Venti e Trenta del Trecento sempre in una veste uguale. Per ricostruire l'identità di Teodoro, si è analizzato un'importante documento conservato nella cancelleria del metropolita Teognoste il Greco del 1331, in cui si dice che «Teodoro» (Fëdor), verosimilmente la stessa persona citata poco sopra, era fratello del granduca Gedimino, che veniva accompagnato da un basqaq tataro e che lo supportasse una cinquantina di soldati lituani. Vari studiosi dei secoli precedenti hanno escluso che si trattasse di un uomo di origine lituana per via del nome, mentre Olena Rusyna ha rigettato totalmente il presunto legame parentale segnalato, giudicando le prove insufficienti. Più di recente, ritenendo che non fosse un discendente rjurikide e più esattamente degli Olgoviči, come si era supposto, Stephen C. Rowell e altri studiosi hanno considerato invece credibile la testimonianza. È interessante notare come l'arrivo dei lituani non coincise con una totale scomparsa del retaggio tartaro, poiché la presenza del basqaq dimostra il fioco appannaggio dei baltici su Kiev prima del 1330 e avvalora la tesi di una coabitazione con un principe la cui autorità si estendeva entro le mura. Infatti, malgrado la Lituania non pagasse tributo all'Orda d'Oro, alcune delle terre rus' presenti all'interno del Granducato, specialmente quelle nel sud-ovest, erano soggette alle richieste tatare di denaro o di servizio militare.
Si è immaginato che Teodoro rimase in carica fino alla sua destituzione, avvenuta nel 1362 per mano di Algirdas quando lo rimpiazzò con il figlio Vladimiro (r. 1362-1394). Al nuovo insediamento lituano non sarebbe però ancora conseguita una piena indipendenza dall'Orda d'Oro, tanto che Olega Rusyna non ha escluso potesse esservi stata un'altra figura affianco a Vladimiro. Si è dibattuto se i poteri di quest'ultimo si estendessero anche al di fuori della città e i documenti disponibili non contribuiscono a chiarire il quadro perché, anacronisticamente, si accenna a insediamenti legati al principato di Kiev, di Černihiv e di Perejaslav, nucleo territoriale dell'antico Stato e chiamati nelle cronache del XII e XIII secolo collettivamente «Rus'». Si è in passato ritenuto che, dopo aver governato per un trentennio, Vladimiro fu privato del suo appannaggio nel 1394 come conseguenza della centralizzazione attuata da Vitoldo, e che la terra di Kiev divenne una sorta di palatinato. In realtà, questa visione è frutto di un'eccessiva semplificazione, in quanto la sua rimozione non coincise con un tentativo di abolizione del sistema del principato semi-indipendente, ma fu frutto delle lotte politiche che avevano scatenato Vitoldo e suo cugino Ladislao II Jagellone. Si verificò quindi un semplice allontanamento di una figura sgradita a Vitoldo, non dunque di una deriva autocratica, nemmeno con l'affermazione di Skirgaila (r. 1395-1397). Alla morte di quest'ultimo o in un momento abbastanza successivo, subentrò per volontà di Vitoldo suo cognato Ivan (r. 1397 o 1399-1402 circa), figlio di Algimantas Olšanski, tradizionalmente ritenuto nella letteratura scientifica soltanto un vicario del gran principe, sebbene non si conosca alcuna fonte che avvalori tale affermazione. Al tempo stesso, colpisce il carattere ereditario del governo principesco a Kiev nel primo terzo del XV secolo. I successori di Ivan Olšanski furono infatti i suoi figli Andrea (r. 1412?-1422?, citato come «principe di Kiev») e Michele (r. 1422?-1432?, designato «capiteneus» di Kiev). L'elevato status sociale del primo si desume dal fatto che due sue figlie sposarono rispettivamente Ladislao II Jagellone (Sofia) e il voivoda di Moldavia, Elia (Maria).

Stemma nobiliare della famiglia Olšanski

La famiglia Olšanski esercitò un controllo ininterrotto sul principato di Kiev durante il primo terzo del Quattrocento, per poi scomparire dalla scena politica locale sino all'inizio del XVI secolo. In epoche successive, le cronache redatte sotto il loro patrocinio ne esaltarono l'ascesa al potere, elaborando un albero genealogico artefatto che li dipingeva come governanti di Kiev sin dall'arrivo dei lituani. Il loro posto fu assunto dal ramo Olelkovič della dinastia gediminide, come confermano fonti coeve. Incerto è il primo candidato ad aver rivestito la carica, che secondo le cronache della Rus' occidentale, sarebbe stato forse Ivan Vladimirovič, figlio di Vladimiro Olgerdovič, menzionato come principe di Kiev e come partecipante alla battaglia di Wiłkomierz del 1435. Sebbene la sua ascesa sarebbe stata agevolata dal matrimonio con Basilia, terza figlia di Andrea Olšanski, la sua scarsamente documentata parentesi coincise con un momento di instabilità politica e fu al massimo provvisoria. Se la ricostruzione fosse corretta, inoltre, si dovrebbe curiosamente ravvisare che Andrea avrebbe scavalcato nella gerarchia persino Alessandro Olelka, il primogenito di Vladimiro Olgerdovič. Gli Olelkovič si affermarono poco dopo il 1440, su spinta di quei circoli aristocratici della Lituania che desideravano stabilizzare la situazione politica interna del principato di Kiev. Sopravvisse per altri trent'anni, prima con il già citato Alessandro (r.1443-1454) e poi con Simone Olelkovič (r. 1454-1470) al suo vertice. La nomina di Martino Goštautas, cognato di Simone, marcò il capolinea «dell'esistenza autonoma» dell'entità politica in esame. L'ipotesi per cui fosse tornato in vita un «secondo principato di Kiev» nell'ultimo trentennio, supportata da una tradizione letteraria posteriore e non su fonti coeve, è stata giudicata priva di fondamento dagli storici moderni.

## Interpretazione filologica

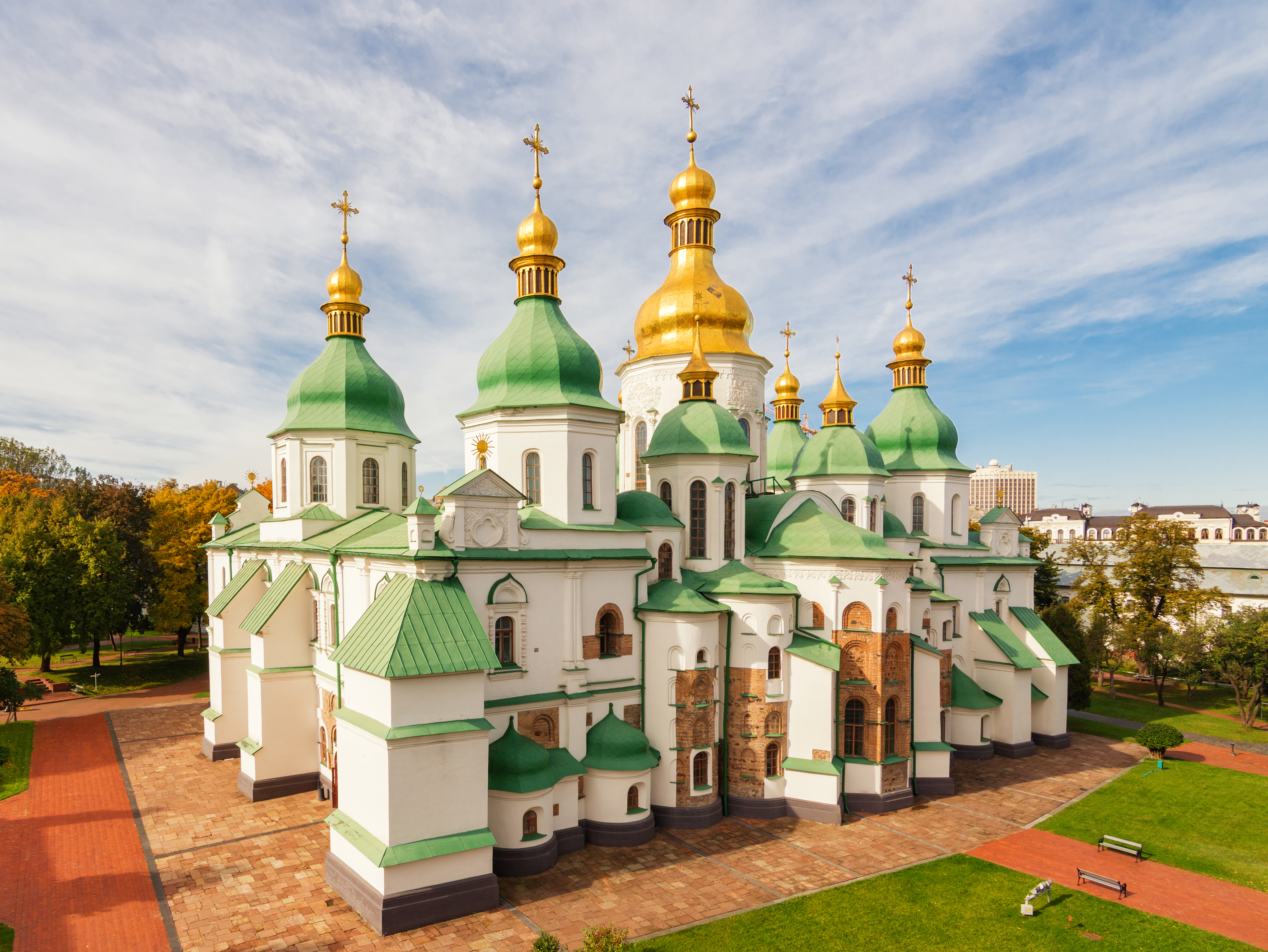
La cattedrale di Santa Sofia a Kiev, uno dei più fulgidi esempi di architettura religiosa realizzati all'epoca della Rus'. È luogo di sepoltura di vari governanti locali

Comparso per la prima volta nella Cronaca degli anni passati, l'esatta natura del titolo di gran principe di Kiev ha arrovellato le menti di illustri studiosi per decenni, poiché indicato di rado da fonti medievali in siffatta maniera rispetto a interpolazioni di epoche molto lontane dagli eventi descritti. Le posizioni degli esperti si sono nel tempo consolidate nella maniera più disparata, portando alla realizzazione di studi molto parziali, riconoscendogli soltanto una natura onorifica pur ammettendone l'esistenza, oppure, infine, negandone qualsiasi inquadramento ufficiale nel XI-XII secolo. Il significato originale dell'espressione è stato più volte messo in discussione, per via dell'insufficienza di scritti coevi che ne chiariscano l'accezione in maniera inequivocabile. Le più antiche traduzioni lasciano inoltre intendere che il termine «archon», reso con «knjaz'», si riferisse in maniera estensiva anche «ai dignitari subordinati» alla carica suprema. In alcune opere rus', l'espressione «gran principe» trasuda una connotazione celebrativa (nel senso di «antico, rispettabile, supremo, glorioso»), allontanandosi dall'idea secondo cui il titolo fosse utilizzato per rimarcare la propria superiorità rispetto a ogni altra autorità della Rus'. Con riferimento all'anno 1180, la Cronaca di Novgorod applica l'aggettivo «velikij» nei confronti di Svjatoslav III Vsevolodovič, ancora in vita, per distinguerlo da altri principi omonimi a lui contemporanei. È interessante notare che, pur essendo stato al comando di Kiev, in quel preciso frangente era stato deposto da Rurik Rostislavič, motivo per cui si tratterebbe di un'ulteriore sfumatura da cogliere. Le testimonianze medievali sull'evoluzione dell'utilizzo del termine restano comunque scarne, mentre sono maggiori i riferimenti al titolo compiuti in epoche successive. Le formule storicamente affermatesi per definire chi governava la capitale della Rus' erano quella di «kagan» (o chaganus, arcaico e caduto in disuso), «gran principe» (velikij knjaz'), «principe» o anche la variante derivante dal greco «mega arconte» (megas archon). In alcuni vecchi testi della storiografia italiana, si segnala l'utilizzo della forma «granduca di Kiev», invero attualmente del tutto desueta a differenza di ambienti accademici russi o anglosassoni, dove il termine viene ripreso per facilitare la comprensione della locuzione a un lettore moderno. Secondo Martin Dimnik, occorre tener presente che, sebbene il concetto di «gran principe» esistesse nella Rus' e denotasse un'autorità superiore rispetto agli altri consimili, non esisteva all'epoca un vero inquadramento giuridico o nobiliare di tale rango. Sul tema, il significato stesso della parola "titolo", in senso tecnico, era peraltro del tutto estraneo al lessico medievale locale. Il parere di Simon Franklin e Jonathan Shepard si è dimostrato piuttosto tranchant, quanto meno con riferimento al periodo antecedente al 1200:
(Simon Franklin e Jonathan Shepard, The Emergence of Rus 700-1250, p. 290)
È in ultimo doveroso segnalare il contributo straniero sulla ricostruzione ruolo dei sovrani della Rus', in particolare degli autori bizantini, a cui si devono informazioni preziose. È del resto in un loro scritto (il trattato rus'-bizantino del 911) che si rintraccia il primo utilizzo del termine «gran principe» (reso poi dal greco in «velikij knjaz'»), una testimonianza talmente precoce che ha indotto studiosi di epoca precedente a giudicarla «spuria» e sintomatica di interpolazioni. Secondo Poppe, occorrerebbe evitare gli eccessi e superare le affrettate opinioni del passato, evitando allo stesso tempo i facili entusiasmi di chi ha inopinatamente teorizzato la presenza già nel X secolo di un'autorità a capo dello Stato rus' nel senso moderno del termine. È con il vocabolo «arconte» (archon) che i bizantini solitamente designavano i sovrani rus', ma non si tratta di una prassi isolata, bensì di una normale scelta stilistica per definire i monarchi di terre straniere sin dall'epoca delle lotte con gli Slavi meridionali. Con riferimento ai figli dell'arconte, si è riscontrata almeno una volta l'adozione della parola «katarchon», l'equivalente latino di «sub-regulus», che stava ad indicare un sovrano subordinato di rango inferiore a quello di re. Ciò implicava, secondo la concezione bizantina, che egli avrebbe avuto o godeva già di una certa posizione nell'amministrazione della Rus'. Nel XIV secolo, la cancelleria imperiale ricorreva al titolo di «rex» o «megas rex» nel rivolgersi al sovrano della Rus' di turno, ovvero una versione equivalente al titolo di «knjaz'» o «velikij knjaz'». Queste formule latinizzate risalgono al massimo alla seconda metà del XIII secolo, motivo per cui andrebbero ricondotte alla costituzione dell'Impero latino di Costantinopoli a seguito della quarta crociata. Da allora in poi, i bizantini presero in considerazione l'istituzionalizzazione della carica di gran principe compiuta in Rus' e riservano l'epiteto «megas» esclusivamente alla carica apicale di quella realtà politica.

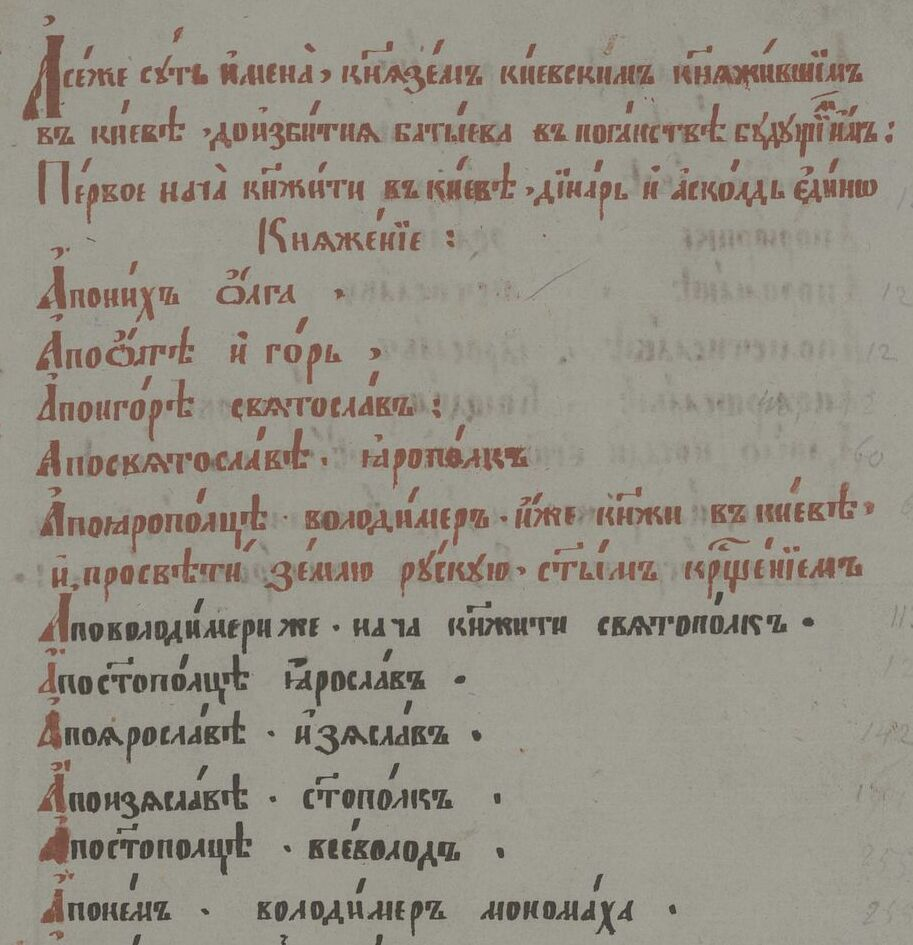
L'elenco dei sovrani riportato dal Codice di Khlebnikov: «A Kiev, i primi a cominciare a regnare assieme furono Dinar e Askold, dopo i quali venne Olga, dopo Olga Igor' [...]»

In merito infine al quando il titolo trovò spazio nella Rus', le considerazioni più estese sono state compiute da Andrzej Poppe. A suo giudizio, la sua nascita e diffusione non andrebbero collocate nel periodo di massimo splendore della Rus' di Kiev, bensì con la sua fase di frammentazione interna. Durante l'epoca compresa tra il regno di Vladimiro I Svjatoslavič e quello di Mstislav I Vladimirovič (fine X-inizio XII secolo), i sovrani kievani si accontentavano della designazione di "principe", considerato autosufficiente e pienamente sovrano all'interno della tradizione dinastica, senza bisogno di ulteriori epiteti. I primi usi del termine "gran principe" risponderebbero, invece, alla necessità di rafforzare simbolicamente il prestigio e la legittimità di coloro che, pur governando territori periferici e autonomi, aspiravano a influenzare le vicende dell'intera Rus'. Non potendo più contare sull'effettivo controllo del trono di Kiev, essi fondarono le proprie pretese sul principio del «diritto del primogenito nella terra di Rus'», facendo leva su titolature dall'alto valore ideologico. In tale contesto, l'adozione della locuzione "gran principe" non fu frutto di un ordinamento centralizzato, ma il riflesso delle ambizioni politiche di dinastie regionali emergenti.

## Elenco
Nella voce ancillare sopra indicata, viene riportato un elenco dei principi che amministrarono Kiev dal IX secolo all'ufficiale abrogazione del titolo.